# Boris (Band)
Boris ist eine 1992 gegründete experimentelle und avantgardistische Rock- und Metal-Band aus Tokio.

## Geschichte

### Anfänge
Die japanische Band wurde 1992 von der Gitarristin Wata, dem Bassisten Takeshi, dem Sänger Atsuo und der Schlagzeugerin Nagata gegründet. Die Band benannte sich nach einem Stück des The-Melvins-Albums Bullhead.
Als erste offizielle Veröffentlichung gilt die 1994 erschienene Beteiligung an der ausschließlich in Japan vertriebenen Kompilation Take Care of Scabbard Fish. Das Albumdebüt Absolutego erschien 1996 auf dem bandeigenen Label Fangs Anal Satan. Absolutego blieb vorerst eine auf Japan begrenzte Albumveröffentlichung. Entsprechend blieb die internationale Popularität der Band gering. Das zweite Studioalbum Amplifier Worship erschien 1998 über das japanische Label Mangrove Records und blieb ebenso ohne internationalen Vertrieb. National erspielte sich die Band jedoch zunehmend Bekanntheit. Eine Kooperation mit Keiji Haino erschien in Form eines Live-Albums: Black: Implication Flooding, 1998 via Inoxia Records. In dem darauf folgenden Jahr veröffentlichte die Band mit More Echoes, Touch Air Landscape ein Split-Album mit Choukoko No Niwa auf Inoxia Records. Das dritte Album der Band Flood erschien 2001 auf dem MIDI Creative Label.

### Weg zu internationaler Anerkennung
In der Zwischenzeit wurden diverse international agierende Label des Doom Metals auf die Band aufmerksam. Man’s Ruin Records bemühte sich um eine Veröffentlichung von Amplifier Worship beendete allerdings noch vor dem Erscheinen die Label-Tätigkeit. Southern Lord veröffentlichte 2001 Absolutego sowie Amplifier Worship 2003 und präsentierte Boris damit einem internationalen Publikum. In der Zwischenzeit schied Nagata aus der Gruppe aus, woraufhin Sänger Atsuo die Funktion des Schlagzeugers zusätzlich übernahm.

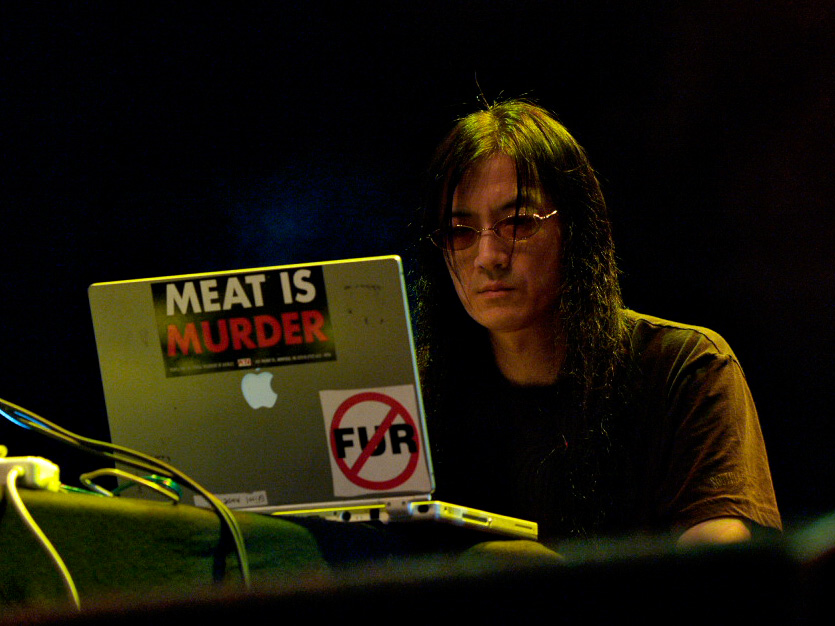
Mit Masami Akita alias Merzbow kooperierte Boris seit 2002 mehrmals

Im Jahr 2002 veröffentlichte Boris Megaton eine erste von mehreren Kollaborationen mit Merzbow. Im Jahr 2003 erschienen mit Boris at Last: Feedbacker und Akuma no Uta über Diwphalanx Records zwei weitere Alben über national verlegende Label. Beide wurden 2005 international vertrieben Akuma no Uta über Southern Lord, Boris at Last: Feedbacker über Conspiracy Records. In dem gleichen Jahr erschien eine Fülle unterschiedlicher Boris-Veröffentlichungen. Die experimentelle Doppel-LP Dronevil auf dem Noise-Label Misanthropic Agenda, Sound Track from Film “Mabuta no Ura” über das japanische Indie-Label Catune, erneut über Inoxia sowie über das brasilianische Post-Industrial-Label Essence Music, zwei Merzbow-Kollaborationen, 04092001 über Inoxia und Sun Baked Snow Cave über das von Aaron Turner geführte Hydra Head Records, neben Southern Lord einem weiteren international anerkanntem Label für experimentellen Extreme Metal, sowie das Album Pink via Diwphalanx Records. Pink wurde im folgenden Jahr auf Southern Lord international vertrieben.

### Durchbruch mitPinkund fortdauernde internationale Aktivität

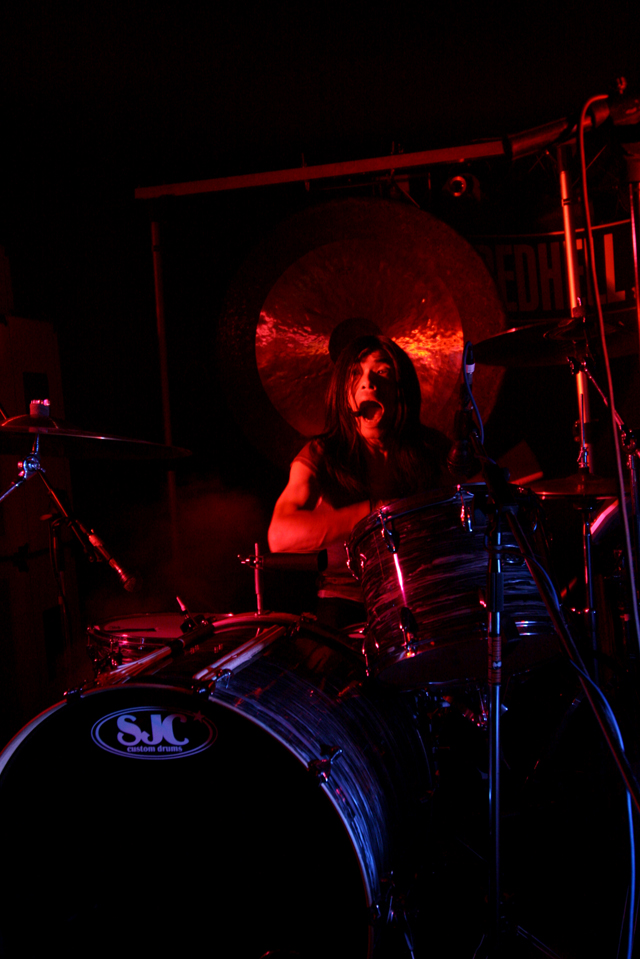
Sänger und Schlagzeuger Atsuo während der Tournee zu Smile 2008 in Budapest

Die Wiederveröffentlichung von Pink bescherte Boris eine Fülle positiver Resonanz und erschien auf mehreren Jahresbestenlisten. Boris bestritt indes internationale Tournee und behielt die Veröffentlichungsfülle bei. Neben dem internationalen Vertrieb von Pink erschienen 2006 drei Studioalben, The Thing Which Solomon Overlooked 2, The Thing Which Solomon Overlooked 3 sowie Vein und zwei Kollaborationen Altar mit Sunn O))) und Rainbow mit Michio Kurihara. Vein erschien in zwei Varianten, einer Hardcore-Version in den USA und einer Drone-Version in Europa.
Im Jahr 2007 begrenzte die Gruppe die Zahl der fortlaufenden Veröffentlichungen auf zwei weitere Kollaborationen mit Merzbow Rock Dream und Walrus/Groon sowie eine Split-LP Long Hair and Tights mit Doomriders. Im folgenden Jahr erschien mit Smile erneut ein Studioalbum der Band, das ähnlich dem Album Vein, mit variiertem Mix für den japanischen und den internationalen Mix veröffentlicht wurde. Auftritte der Tournee zu Smile in Kalifornien und Prag wurden 2008 und 2009 als Live-Alben veröffentlicht. Ebenfalls 2008 erschien mit Cloud Chamber eine weitere Kooperation mit Michio Kurihara, der mittlerweile regelmäßig Konzerte der Band als weiterer Gitarrist begleitete. Ebenso veröffentlichte Boris die DVD The Chamomile pool show, die einen Auftritt der Band in Tokio aus dem Jahr 2007, dokumentierte.

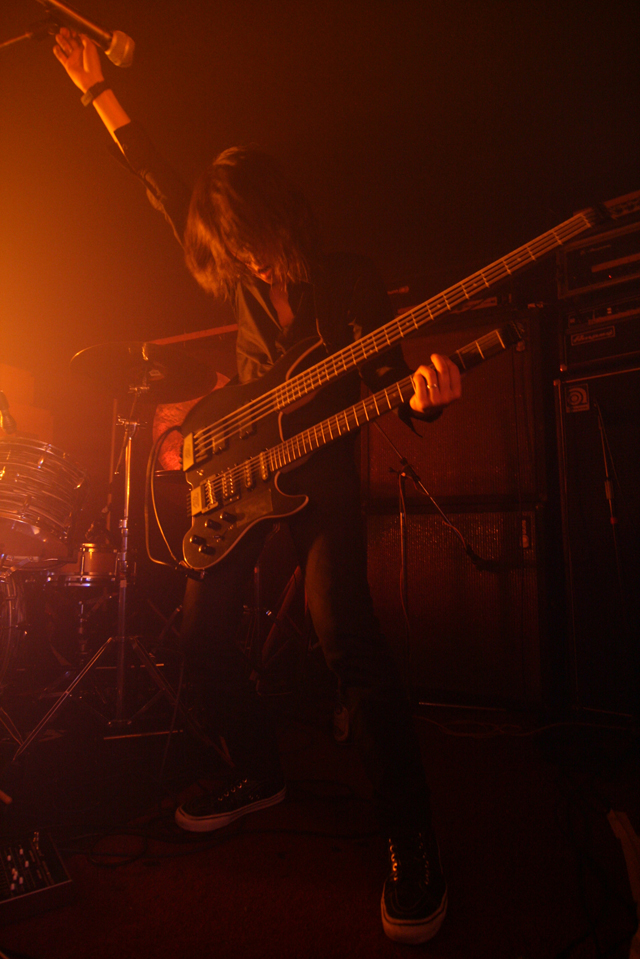
Takeshi mit seinem Doppelhalsinstrument bei einem Konzert 2008 in Budapest

Neben dem Live-Album konzentrierte sich die Band 2009 auf Auftritte und beschränkte die Veröffentlichungen auf kleinere Formate, Kooperationen und Single-Veröffentlichungen. So erschien 2009 die Single-Reihe Japanese Heavy Rock Hits V1 bis Japanese Heavy Rock Hits V4, die Remix-EP Buzz In, die Split-EP Golden Dance Classics mit 9dw sowie die Split-Single Chapter Ahead Being Fake mit Torche. Im selben Jahr nutzte Jim Jarmusch Stücke der Gruppe für den Soundtrack seines Films The Limits of Control. 2010 bestritt die Gruppe weiterhin international Konzerte und veröffentlichte unterdessen die DVD Live In Japan, welches auch als Live-Album Variations + Live In Japan erschien sowie die Kollaborations-EP im Ian Astbury BXI. Erst 2011, nachdem die Band ihre Tourtätigkeit reduzierte erschienen mit Attention Please, New Album und Heavy Rocks, drei neue Alben, Attention Please und Heavy Rocks dabei zeitgleich, sowie mit Klatter eine weitere Kollaboration mit Merzbow. Heavy Rocks, das über Quattro/UK Discs einem Subunternehmen des japanischen Labels UK Project erschien beinhaltete eine Fülle an Gastauftritten, so von Merzbow, Aaron Turner von Isis, Faith Coloccia von Mamiffer, Michio Kurihara von White Heaven und Ian Astbury von The Cult.
Im Jahr 2012 veröffentlichte die Band eine Split-LP mit Joe Volk, eine weitere mit Asobi Seksu und eine Looprider betitelte Remix-EP. Bis zum Jahr 2015 blieben die Veröffentlichungen der Band verhältnismäßig gering. 2013 erschien das Album Präparat, die Download-EP Myogo EP sowie einige Wiederveröffentlichungen bekannter Aufnahmen. 2014 zwei Split-EPs, eine mit Heap, die andere mit Goth-Trad. Im Jahr 2015 dann veröffentlichte Boris gleichzeitig die Alben Warpath, Asia und Urban Dance über Fang Anal Satan als Teil der Serie New Noise Literacy. Im darauf folgenden Jahr erschien das Doppelalbum Gensho, eine weitere Kollaboration mit Merzbow via Relapse Records. Die erste CD des Albums enthielt Schlagzeuglose und am Shoegazing orientierte Aufnahmen von Boris, die hauptsächlich Neuaufnahmen früherer Songs darstellten. Dazu den Coversong Sometimes, eines ursprünglichen Stücks von My Bloody Valentine. Die zweite CD bestand aus neuen Aufnahme Merzbows, die dazu gedacht waren zeitgleich mit jener von Boris abgespielt zu werden. Die japanische Ausgabe des Albums enthielt hinzukommend Gensho at Fever 11272015, ein Doppel-Live-Album eines Auftrittes mit Merzbow aus dem Jahr 2015.
Boris gerieten zusehends in eine schöpferische Krise und zogen die Auflösung der Band in Erwägung. Die Gruppe plante die Karriere mit einem Abschiedsalbum zu beenden, entschied sich allerdings während der Beyond Pink Tour im Jahr 2016 dagegen und veröffentlichte 2017 das Album Dear sowie das Live-Album Live At Third Man Records. Im darauf folgenden Jahr veröffentlichte die Gruppe das Album Eternity als Download auf der Internetplattform ototoy.jp, sowie die EP Phenomenons Drive.

## Stil
Die Band zeichnet sich durch die Präsentation und Vermengung unterschiedlicher Genres aus. Zumeist lässt sich die Musik von Boris zwischen Drone Doom und Stoner Rock einordnen. Diese Mischung wird von einem deutlichen Hang zu Noise-Musik begleitet. Allerdings präsentiert die Gruppe hinzukommend Stücke und Alben, die sich weiteren Musikstilen zuordnen lassen. So tendieren manche Erscheinungen in den Alternative, den Gothic Rock und den Psychedelic Rock. Laut Tom Lubowski bewege sich der Stil von Boris zwischen einem „grazilen Hauchen“ und „hypnotische Instrumental-Parts“, die von dem „schlummerliedartigen ‘Icelina’“ über „hallig-repetitive Strudel wie ‘Invitation’“ reichen und mit „‘The Fallen’ in tonnenschweres Stoner-Gitarrendröhnen“ umschlagen. W sei ein „Teufelstanz zwischen den Genres“. Lubowski vergab 5 von 7 Punkten.
Band-Mitglied Takeshi spielt eine Doppelhalsgitarre mit je einem E-Bass- und einem E-Gitarren-Hals.

## Diskografie (Auswahl)

### Alben
- 1996: Absolutego (Southern Lord)
- 1998: Amplifier Worship (Southern Lord)
- 2000: Flood
- 2002: Heavy Rocks
- 2003: Akuma no Uta (Southern Lord)
- 2003: Boris at Last: -Feedbacker-
- 2004: The Thing Which Solomon Overlooked
- 2005: Dronevil
- 2005: Soundtrack from Film „Mabuta no Ura“
- 2005: Pink (Southern Lord)
- 2006: The Thing Which Solomon Overlooked 2
- 2006: The Thing Which Solomon Overlooked 3
- 2006: Vein
- 2008: Smile (Southern Lord)
- 2010: BXI (EP; Boris & Ian Astbury)
- 2011: New Album
- 2011: Attention Please
- 2011: Heavy Rocks
- 2013: Präparat
- 2014: Noise
- 2014: The Thing Which Solomon Overlooked Extra
- 2015: Urban Dance
- 2015: Warpath
- 2015: Asia
- 2017: Dear
- 2019: LφVE & EVφL
- 2019: 1985
- 2020: NO
- 2022: W
- 2022: Heavy Rocks
- 2022: Fade

### Livealben
- 2005: Boris Archive
- 2008: Smile -Live at Wolf Creek-
- 2009: Smile -Live in Prague-
- 2013: Boris Performing "Flood"
- 2016: Crossing Waltz
- 2017: Live at Third Man Records
- 2018: Eternity
- 2021: "Hope" Japan Tour 2011
- 2021: Live! Amplifier Worship
- 2021: No World Tour "In Your Head" 2021
- 2021: Tokyo Wonder Land
- 2021: Japanese Heavy Rock Hits Live - 25th Anniversary Show

### Kollaborationen mit Merzbow
- 2002: Megatone
- 2004: 04092001
- 2005: Sun Baked Snow Cave (Hydra Head Records)
- 2007: Walrus/Groon (EP) (Hydra Head Records)
- 2007: Rock Dream (Southern Lord)
- 2016: Gensho
- 2020: 2R0I2P0

### Weitere Kollaborationen
- 1998: Black: Implication Flooding (mit Keiji Haino)
- 2006: Altar (mit Sunn O)))) (Southern Lord)
- 2006: Rainbow (mit Michio Kurihara)